# Liste von Äbtissinnen des Klosters Stift zum Heiligengrabe
Die vorliegende Liste benennt alle urkundlich erwähnten Äbtissinnen des Klosters Stift zum Heiligengrabe in Brandenburg.
Von 1645 bis 1742 führten die Äbtissinnen den Titel einer Domina.
| Name                                         | Lebensdaten              | Abbatiat      |
| -------------------------------------------- | ------------------------ | ------------- |
| Gertrud von Osterburg                        |                          | um 1330       |
| Margarete von Rohr                           |                          | um 1351       |
| Elisabeth von Rohr                           |                          | um 1422       |
| Adelhaid von Wartenberg                      |                          | um 1450       |
| Anna Konow                                   |                          | um 1455       |
| Elisabeth von Lüderitz                       |                          | um 1469       |
| Anna von Rohr                                |                          | 1495–ca. 1535 |
| Anna von Quitzow                             | * um 1510; † 1565        | 1538–1549     |
| Ursula von der Schulenburg                   |                          |               |
| Lucia von Königsmarck                        | † 1581                   | 1561–1581     |
| Anna von Rindtorf                            | † 1610                   | 1581–1610     |
| Ilsabe von Kapellen                          | † 1635                   | 1610–1635     |
| Eva von Wartenberg                           | † 1637                   | 1635–1637     |
| Anna von Rathenow                            | † 1663                   | 1645–1663     |
| Elisabeth von Einbeck                        | † 1665                   | 1663–1665     |
| Anna Dorothea von Mundt                      | * 1623; † 1698           | 1665–1698     |
| Hedwig Maria von Wittstruck                  | † 1707                   | 1698–1707     |
| Maria von Juggardt                           | * 1645; † 1726           | 1707–1724     |
| Juliane Dorothea Gans Edle Herrin zu Putlitz | † 1732                   | 1724–1732     |
| Christiane Charlotte von Einsiedel           | † 1740                   | 1732–1740     |
| Juliane Auguste Henriette von Winterfeldt    | * 1710; † 1790           | 1740–1790     |
| Magdalena Maria Rosina von Quitzow           | * 1726; † 1802           | 1790–1802     |
| Eleonore Elisabeth von Quitzow               | * 1730 oder 1731; † 1816 | 1802–1816     |
| Henriette Wilhelmine Elisabeth von Steinwehr | * 1768; † 1843           | 1816–1843     |
| Luise von Schierstedt                        | * 1794; † 1876           | 1843–1876     |
| Mathilde von Schlippenbach                   | * 1815; † 1887           | 1881–1887     |
| Adelheid von Wentzel                         | * 1828; † 1920           | 1887–1893     |
| Margarethe von Alvensleben                   | * 1840; † 1899           | 1893–1899     |
| Adolphine von Rohr                           | * 1855; † 1923           | 1899–1923     |
| Elisabeth von Saldern                        | * 1878; † 1938           | 1924–1938     |
| Armgard von Alvensleben                      | * 1893; † 1970           | 1938–1952     |
| Ingeborg-Maria von Werthern                  | * 1913; † 1996           | 1952–1995     |
| Friederike Rupprecht                         | * 1940                   | 2001–2016     |
| Erika Schweizer                              | * 1957                   | 2016–2022     |
| Ilsabe Alpermann                             | * 1959                   | seit 2022     |